# Grönsjön (Norra Lundby socken, Västergötland)
Grönsjön är en sjö i Skara kommun i Västergötland och ingår i Göta älvs huvudavrinningsområde. Grönsjön ligger i Ökull-Borregården Natura 2000-område. Sjön ligger i ett kamelandskap med kullar, mindre åsryggar, dödisgropar och svackor. Vattnet från Grönsjön rinner via ett dikessystem till Tjursbergssjön och vidare till Ökullasjön och sen ut i Husgärdessjön. Den 4 kilometer långa Vandringsled Ökull passerar sjön.